# Julien Tomas (Snowboarder)
Julien Tomas (* 13. Februar 2004) ist ein französischer Snowboarder. Er startet im Snowboardcross.

## Werdegang
Tomas, der für den Club de Val Thorens startet, nahm im Januar 2018 in Vars erstmals am Europacup und im Dezember 2021 auf der Reiteralm erstmals am Snowboard-Weltcup teil. Bei den Juniorenweltmeisterschaften 2022 in Veysonnaz fuhr er auf den 17. Platz. In der Saison 2022/23 wurde er mit sechs Top-Zehn Platzierungen, darunter zwei dritte Plätze Siebter in der Snowboardcross-Wertung des Europacups und bei den Juniorenweltmeisterschaften 2023 in Passo San Pellegrino Neunter im Einzel sowie Fünfter im Teamwettbewerb. In der folgenden Saison erreichte er mit vierten Plätzen in Cortina d’Ampezzo sowie in Montafon seine ersten Top-Zehn-Platzierungen im Weltcup und gewann bei den Juniorenweltmeisterschaften 2024 in Gudauri die Silbermedaille im Einzel sowie die Goldmedaille im Teamwettbewerb. Die Saison beendete er auf dem zehnten Platz im Snowboardcross-Weltcup. Nach Platz 13 beim Weltcup in Cervinia zu Beginn der Saison 2024/25, kam er sechsmal unter den ersten Zehn. Dabei holte er in Gudauri seinen ersten Weltcupsieg und belegte zum Saisonende den fünften Platz im Snowboardcross-Weltcup. Beim Saisonhöhepunkt, den Weltmeisterschaften 2025 in Engadin, errang er den 17. Platz.

## Erfolge

### Snowboard-Weltmeisterschaften
- 2025 Engadin: 17. Platz Snowboardcross

### Weltcupsiege und Weltcup-Gesamtplatzierungen

#### Weltcupsiege
| Nr. | Datum        | Ort     |
| --- | ------------ | ------- |
| 1.  | 9. März 2025 | Gudauri |

#### Weltcup-Gesamtplatzierungen
| Saison  | Punkte | Platz |
| ------- | ------ | ----- |
| 2022/23 | 16     | 47.   |
| 2023/24 | 293    | 10.   |
| 2024/25 | 322    | 5.    |

### Europacup
- 3 Podestplatzierungen

### Juniorenweltmeisterschaften
- 2022 Veysonnaz: 17. Platz Snowboardcross
- 2023 Passo San Pellegrino: 5. Platz Snowboardcross Team, 9. Platz Snowboardcross
- 2024 Gudauri 1. Platz Snowboardcross Team, 2. Platz Snowboardcross